# NGC 6050
NGC 6050은 허큘리스자리에 있는 상호작용은하이다. 허큘리스자리 은하단에서 가장 밝은 은하이기도 하다.

## 상호작용은하의 형성
NGC 6050과 IC 1179 은하는 Arp 272라는 한 쌍의 상호작용은하를 형성하고 있다. 사진에서 보이는 것처럼, NGC 6050은 또다른 나선 은하 IC 1179와 나선팔을 통해 뮬리적으로 접촉하고 있으며, 상단에 이 두 은하와 작용하고 있는 세 번째 은하(LEDA 4019986)가 보인다. 